# Episodi di Magica Doremì

Copertina del terzo DVD della prima stagione dell'edizione italiana

Lista degli episodi di Magica Doremì (Ojamajo Doremi), anime di quattro stagioni trasmesso in Giappone su TV Asahi. La prima stagione, Magica Doremì (Ojamajo Doremi), è andata in onda dal 7 febbraio 1999 al 30 gennaio 2000; la seconda, Ma che magie Doremì (Ojamajo Doremi ♯ (Sharp)), dal 6 febbraio 2000 al 28 gennaio 2001; la terza, Doredò Doremì (Mo~tto! Ojamajo Doremi), dal 4 febbraio 2001 al 27 gennaio 2002; la quarta, Mille magie Doremì (Ojamajo Doremi Dokka~n!), dal 3 febbraio 2002 al 26 gennaio 2003.
In Italia è stato acquistato da Mediaset, che ha trasmesso su Italia 1 la prima stagione dal 4 marzo 2002, la seconda dal 9 settembre dello stesso anno, la terza dall'11 novembre 2003 all'11 maggio 2004 e la quarta dal 3 febbraio al 25 maggio 2005.
L'OAV Magica magica Doremì (Ojamajo Doremi Na-i-sho), trasmesso in Giappone tra il 26 giugno e l'11 dicembre 2004, è arrivato in Italia su Boing il 9 marzo e finito il 6 aprile 2009. L'ONA in chiave comica Ojamajo Doremi: Owarai gekijō è stato pubblicato per il ventesimo anniversario della serie attraverso il canale ufficiale YouTube della Toei Animation dal 23 marzo 2019 al 22 marzo 2020, mentre i cinque corti di Ojamajo Doremi: Honobono gekijō sono stati trasmessi dal 10 gennaio 2020. 
Le sigle originali di apertura, Ojamajo Carnival!! (おジャ魔女カーニバル！！?) per la prima stagione, Ojamajo wa koko ni iru (おジャ魔女はココにいる?) per la seconda, Ojamajo de BAN² (おジャ魔女でＢＡＮ²?) per la terza, DANCE! Ojamajo (ＤＡＮＣＥ！おジャ魔女?) per la quarta e Na-i-sho Yo! Ojamajo (ナ・イ・ショ・Ｙｏ！おジャ魔女?) per l'OAV, sono tutte interpretate dalle MAHO-dō (Chiemi Chiba [Doremi], Tomoko Akiya [Hazuki], Yuki Matsuoka [Aiko], Rumi Shishido [Onpu], Nami Miyahara [Momoko] e Ikue Ōtani [Hana]). Quelle di chiusura, Kitto ashita wa (きっと明日は?) per la prima stagione da Saeko Shuu, Koe wo kikasete (声をきかせて?) per la seconda dalle MAHO-dō, Takaramono (たからもの?) per la terza e per l'ep. 12 dell'OAV da Yui Komuro, Watashi no tsubasa (わたしのつばさ?) per gli ep. 1-13, 31-51 della quarta da Masami Nakatsukasa, Ojamajo ondo de happy-ppy!! (おジャ魔女音頭でハッピッピ！！?) per gli ep. 14-30 della quarta dalle MAHO-dō e Suteki ∞ (Mugendai) (ステキ∞?) per gli ep. 1-11, 13 dell'OAV sempre dalle MAHO-dō. Le sigle italiane, invece, sono tre, Magica Doremì per la prima stagione e l'OAV, Ma che magie Doremì per la seconda e quarta serie, mentre Doredò Doremì per la terza e sono tutte cantate da Cristina D'Avena.

## Magica Doremì(prima stagione)
| Nº | Titolo italiano Giapponese 「Kanji」 - Rōmaji - Traduzione letterale | In onda           | In onda                  |
| Nº | Titolo italiano Giapponese 「Kanji」 - Rōmaji - Traduzione letterale | Giapponese        | Italiano                 |
| 1  | Doremì apprendista strega 「私どれみ！魔女見習いになる！！」 - Watashi Doremi! Majo minarai ni naru!! – "Io Doremi! Sono diventata un'apprendista strega!!" | 7 febbraio 1999   | 4-5 marzo 2002           |
| 1  | Doremì, una bambina delle elementari, scopre che Eufonia (Majo Rika), la proprietaria del negozio di articoli magici MAHO, è una strega. A causa di un incantesimo, secondo cui ogni strega che viene riconosciuta da un essere umano viene trasformata automaticamente in una ranocchia, Eufonia, diventata la rana Raganella, comincia a istruire Doremì fino a farle sostenere l'esame finale che la renderà una strega, in grado di farle riassumere il suo vero aspetto. |                   |                          |
| 2  | Scambio di ruoli 「私、はづきちゃんになる！」 - Watashi, Hazuki-chan ni naru! – "Io, sono diventata Hazuki!" | 14 febbraio 1999  | 6-7 marzo 2002           |
| 2  | Doremì e la sua amica Melody (Hazuki Fujiwara) vogliono vivere l'una la vita dell'altra per un giorno. Doremì, ormai diventata apprendista strega, utilizza la magia per fare ciò, ma questo porta ad alcune conseguenze. |                   |                          |
| 3  | Una nuova compagna di classe 「転校生はナニワっこ！あいこ登場」 - Tenkōsei wa Naniwa-kko! Aiko tōjō – "La studentessa trasferitasi da Naniwa! Appare Aiko" | 21 febbraio 1999  | 8-9 marzo 2002           |
| 3  | Una nuova ragazza di nome Sinfony (Aiko Senoo) arriva nella classe di Doremì e Melody, che rimangono stupite dalla sua allegria, ma con cui fanno subito amicizia. |                   |                          |
| 4  | Tre amiche e un negozio 「みんな魔女なら怖くない」 - Minna majo nara kowakunai – "Non sarà spaventoso se siamo tutte streghe" | 28 febbraio 1999  | 11-12 marzo 2002         |
| 4  | Melody e Sinfony scoprono che Doremì può usare la magia: essendo però solo un'apprendista strega, non subisce alcuna trasformazione, ma Raganella è costretta a prendere con sé anche loro, dato che hanno scoperto l'esistenza della magia. |                   |                          |
| 5  | L'inaugurazione del negozio 「新装開店！ＭＡＨＯ堂」 - Shinsō kaiten! MAHO-dō – "Grande apertura! MAHO-dō" | 7 marzo 1999      | 13-14 marzo 2002         |
| 5  | Le tre ragazze rimodernano e aprono il negozio di magia, dopo che Doremì l'ha quasi distrutto. Mentre aspettano clienti, annunciata da una canzone fa loro visita Dela, la strega che si occupa dei rifornimenti dei negozi di articoli magici. |                   |                          |
| 6  | L'amicizia non si fonda sulle bugie 「ウソつきは友情の始まり」 - Usotsuki wa yūjō no hajimari – "Una bugia è l'inizio di un'amicizia" | 14 marzo 1999     | 15-16 marzo 2002         |
| 6  | Nobuko Yokokawa è famosa a scuola per raccontare bugie a tutti. Sinfony, che non la conosce ancora, la crede e ci rimane molto male quando capisce che le ha mentito. |                   |                          |
| 7  | La prova del nono livello 「めざせ９級！魔女試験」 - Mezase 9-kyū! Majo shiken – "L'obiettivo per il nono livello! L'esame delle streghe" | 21 marzo 1999     | 18-19 marzo 2002         |
| 7  | Le tre bambine si preparano a sostenere il loro primo esame da apprendiste, ma Doremì passa il giorno a sorvegliare la sorellina minore Bibì (Pop), che vuole andare a casa dei nonni in treno da sola. Quando arriva il momento della prova, Melody e Sinfony passano all'ottavo livello e ricevono la loro fatina, mentre Doremì fallisce. |                   |                          |
| 8  | L'esame di riparazione 「魔女の世界へＧＯ！！」 - Majo no Sekai he go!! – "Andiamo nel Mondo delle Streghe!!" | 28 marzo 1999     | 20-21 marzo 2002         |
| 8  | A Doremì viene data un'altra chance per passare l'esame, in cui dovrà trovare una medicina per Motamota, una delle esaminatrici. Fortunatamente la bambina passa, anche grazie all'aiuto di Melody e Sinfony, e riceve la sua fatina. |                   |                          |
| 9  | Fatina in fuga 「どこ行ったの！？妖精ドド」 - Doko itta no!? Yōsei Dodo – "Dov'è andata!? La fatina Dodo" | 4 aprile 1999     | 22-23 marzo 2002         |
| 9  | La fatina di Doremì, Dodò, scappa via dopo essere stata sgridata. Le tre bambine utilizzano il loro nuovo incantesimo, il Cerchio Magico (Magical Stage), per trovarla. |                   |                          |
| 10 | Le foto di un segreto 「ピンチ！先生にバレちゃった！！」 - Pinchi! Sensei ni barechatta!! – "Pericolo! La maestra ci ha scoperte!!" | 11 aprile 1999    | 25-26 marzo 2002         |
| 10 | Attraverso delle foto, la signorina Seki e il vice preside scoprono che Doremì, Melody e Sinfony lavorano in un negozio, andando contro le regole della scuola. Con l'aiuto della magia, le tre spiegano che danno solamente una mano e che la proprietaria è loro parente. |                   |                          |
| 11 | L'amore per i fiori 「早起き少女まりなと心の花たば」 - Hayaoki shōjo Marina to kokoro no hanataba – "La ragazza mattiniera Marina e un bouquet di fiori dal cuore" | 18 aprile 1999    | 27-28 marzo 2002         |
| 11 | Dopo essere stata presa in giro da Takao Kimura, Marina Koizumi, che ama i fiori, si rifiuta di prendersi cura delle aiuole del giardino scolastico. Melody la aiuta e le fa capire che Takao è pentito di quanto successo. |                   |                          |
| 12 | Un campione in panchina 「大切なシャツの願い事」 - Taisetsu na shatsu no negaigoto – "Un desiderio per una preziosa maglietta" | 25 aprile 1999    | 29-30 marzo 2002         |
| 12 | Un bambino di nome Misaki Shibayama fa vedere a tutti la sua maglietta per fare il tifo al fratello maggiore Daichi nelle partite di calcio. |                   |                          |
| 13 | L'esame dell'ottavo livello 「みんな不合格！？８級試験」 - Minna fugōkaku!? 8-kyū shiken – "Tutte hanno fallito!? L'esame di ottavo livello" | 2 maggio 1999     | 1º-2 aprile 2002         |
| 13 | Le apprendiste svolgono l'esame di ottavo livello, in cui hanno solamente tre ore per superare degli ostacoli, inconsapevolmente scelti in precedenza. |                   |                          |
| 14 | Se piangi… poi ridi! 「笑って許して！？」 - Waratte yurushite!? – "Sorridi e mi perdoni!?" | 9 maggio 1999     | 3-4 aprile 2002          |
| 14 | Naomi Okuyama viene presa in giro dal trio SOS per aver messo in mostra il suo lato femminile e si rifiuta di perdonarli, fino a quando non la fanno sorridere. |                   |                          |
| 15 | Raganella all'asilo 「マジョリカ幼稚園に行く」 - Majo Rika yōchien ni iku – "Majo Rika va all'asilo" | 16 maggio 1999    | 5-6 aprile 2002          |
| 15 | Raganella viene presa da Bibì, che la tratta come un peluche chiamandola Spumella e la porta con sé all'asilo. |                   |                          |
| 16 | Come pescare l'amore 「恋を釣り上げよう」 - Koi wo tsuriageyou – "Pescando per amore" | 23 maggio 1999    | 8-9 aprile 2002          |
| 16 | Il padre di Doremì porta lei e le sue amiche a una battuta di pesca con un giovane ragazzo che condivide la sua passione. |                   |                          |
| 17 | Un ragazzo difficile 「矢田くんは不良小学生！？」 - Yada-kun wa furyō shōgakusei!? – "Yada è uno studente delinquente!?" | 30 maggio 1999    | 10-11 aprile 2002        |
| 17 | Si diffonde la voce che Masaru Yada sia coinvolto in grossi guai e nessuno oltre alla signorina Seki e Melody crede non abbia fatto nulla. Doremì e le altre utilizzano la magia per scoprire se le voci che stanno dietro a lui sono vere. |                   |                          |
| 18 | Magia proibita 「使っちゃダメ！禁じられた魔法」 - Tsukaccha dame! Kinjirareta mahō – "Non usarla! La magia proibita" | 6 giugno 1999     | 12-13 aprile 2002        |
| 18 | Dopo un colpo di fortuna che permette loro di passare il settimo livello, le tre apprendiste utilizzano la magia per capire il rifiuto verso i coniglietti di Nanako Okada: scoprono, infatti, che la bambina una volta ha perso un cagnolino e ha paura di affezionarsi a un altro animale domestico, perché pensa potrebbe succedere la stessa cosa. |                   |                          |
| 19 | Il denaro non è tutto 「はづきちゃん誘拐される！」 - Hazuki-chan yūkai sareru! – "Hazuki è stata rapita!" | 13 giugno 1999    | 15-16 aprile 2002        |
| 19 | Per aver infranto le leggi del Mondo delle Streghe, Melody viene privata dell'uso della magia. Tuttavia, l'ultimo giorno della punizione, viene rapita da due imbroglioni e solamente Doremì e Sinfony la possono salvare. |                   |                          |
| 20 | Spiazzate dalla concorrenza 「ライバル登場！ＭＡＨＯ堂大ピ～ンチ！！」 - Raibaru tōjō! MAHO-dō dai pi~nchi!! – "Appare una rivale! Il MAHO-dō è in gran pericolo~!!" | 20 giugno 1999    | 17-18 aprile 2002        |
| 20 | Raganella perde in un gioco a carte contro Dela, ed è costretta a vendere il negozio alla sua rivale di sempre Malissa (Majo Ruka). |                   |                          |
| 21 | Talismani con sorpresa 「マジョルカグッズは危険がいっぱい」 - Majo Ruka guzzu wa kiken ga ippai – "La merce di Majo Ruka è piena di pericoli" | 27 giugno 1999    | 19-20 aprile 2002        |
| 21 | Dopo aver notato che le persone intorno a loro sono sempre malate per via dei talismani magici di Malissa, Doremì e le altre usano la magia per spezzare l'incantesimo. |                   |                          |
| 22 | Negatività 「６級魔女への道は遠い！？」 - 6-kyū majo he no michi wa tōi!? – "La strada per essere strega di sesto livello è così dura!?" | 4 luglio 1999     | 22-23 aprile 2002        |
| 22 | Senza il negozio di magia, le bambine non hanno vie d'accesso per il Mondo delle Streghe e, di conseguenza, non possono sostenere l'esame di sesto livello. |                   |                          |
| 23 | L'armonica nuova 「大逆転！？おジャ魔女の試練」 - Daigyakuten!? Ojamajo no shiren – "Un grande cambiamento!? La formazione delle Ojamajo" | 11 luglio 1999    | 24-26 aprile 2002        |
| 23 | Dopo che il padre regala a Sinfony una nuova armonica dicendo di buttare via la vecchia, a cui Sinfony è affezionata, la ragazza si arrabbia e scappa a casa di Melody. Lì trovano un modo per andare nel mondo magico e sostenere l'esame. |                   |                          |
| 24 | Una sfida accesissima 「マジョルカ対６級おジャ魔女！」 - Majo Ruka tai 6-kyū Ojamajo! – "Majo Ruka contro le Ojamajo di sesto livello!" | 18 luglio 1999    | 27-29 aprile 2002        |
| 24 | Con le loro nuove bacchette, gli Ultramusichieri (Couleur Poron), le tre apprendiste vincono la sfida contro Malissa sul controllo del negozio di magia MAHO. |                   |                          |
| 25 | Piccola, vivace streghetta 「おジャ魔女ぽっぷ登場！？」 - Ojamajo Poppu tōjō!? – "Entra in scena l'Ojamajo Pop!?" | 25 luglio 1999    | 30 aprile-2 maggio 2002  |
| 25 | Bibì, avendo visto sua sorella e le amiche usare la magia, diventa un'apprendista strega. Con i suoi nuovi poteri, crea il panico al pigiama party dell'asilo con dei fantasmi, ma Doremì, Sinfony e Melody risolvono la situazione. |                   |                          |
| 26 | Il gatto soriano 「わたしたち、ピュアレーヌ！」 - Watashi-tachi, Pyuarēnu! – "Noi, le Pureleine!" | 1º agosto 1999    | 3-4 maggio 2002          |
| 26 | La famiglia di Kanae Iida gestisce un ristorante di bistecche. Doremì e le altre scoprono che il locale è pieno di energia negativa e cercano di capire il perché. La Regina delle Streghe, intanto, le nomina Sentinelle (Pureleine), il cui compito, avendo un cuore puro, è catturare le Figure Nere. |                   |                          |
| 27 | Le Sentinelle in azione! 「オヤジーデがやってきた！？」 - Oyajīde ga yattekita!? – "Arriva Oyajide!?" | 8 agosto 1999     | 6-7 maggio 2002          |
| 27 | Le apprendiste ricevono un computer magico (Purelein Personal Computer), in cui porre tutte le Figure Nere che catturano. Inoltre, fanno la conoscenza di Alexander, mago imprigionato all'interno dell'apparecchio che ha lasciato scappare le carte. |                   |                          |
| 28 | Scintille d'amore sul campo da tennis 「恋は高原の風に乗って」 - Koi wa kōgen no kaze ni notte – "L'amore è una corsa al vento sull'altopiano" | 15 agosto 1999    | 8-9 maggio 2002          |
| 28 | Doremì s'innamora di Yutaka, un giocatore di tennis, ma anche la sua compagna di classe Reika Tamaki ha messo gli occhi sul ragazzo. |                   |                          |
| 29 | Guardia e ladro 「夏祭りにタップが消えた！」 - Natsu matsuri ni Tappu ga kieta! – "Il Tap scomparso al festival estivo!" | 22 agosto 1999    | 10-11 maggio 2002        |
| 29 | Doremì perde accidentalmente il suo Jingle Set (Minarai Tap) alla fiera del festival estivo. |                   |                          |
| 30 | Il fantasma 「ユウレイに会いたい！」 - Yūrei ni aitai! – "Voglio incontrare il fantasma!" | 29 agosto 1999    | 13-14 maggio 2002        |
| 30 | Doremì, Melody, Sinfony e i loro compagni di classe vanno al tempio della famiglia di Nobuaki Yamauchi per raccontare storie dell'orrore sui fantasmi e testare il loro coraggio. |                   |                          |
| 31 | Un regalo speciale 「モンゴルからのおくりもの」 - Mongoru kara no okurimono – "Regali dalla Mongolia" | 5 settembre 1999  | 15-16 maggio 2002        |
| 31 | Dopo il ritorno dalle vacanze estive, le ragazze si interessano al racconto del viaggio fatto in Mongolia dalla loro compagna di classe Shino Hanada. Nel frattempo devono anche sostenere l'esame di quinto livello. |                   |                          |
| 32 | Le elezioni del rappresentante di classe 「打倒玉木！学級委員選挙」 - Datō Tamaki! Gakkyūiin senkyo – "Sconfiggere Tamaki! L'elezione del rappresentante di classe" | 12 settembre 1999 | 17-18 maggio 2002        |
| 32 | Masaharu Miyamoto, con il supporto di Doremì e le sue amiche, sfida Reika Tamaki nelle elezioni del rappresentante di classe. |                   |                          |
| 33 | Follie allo stadio 「運動会はパニックがいっぱい！」 - Undōkai wa panikku ga ippai! – "Molto panico all'incontro di atletica!" | 19 settembre 1999 | 20-21 maggio 2002        |
| 33 | A scuola si tiene l'annuale incontro di atletica, ma una serie di inconvenienti comincia ad affliggere l'evento. |                   |                          |
| 34 | L'incontro mancato 「お母ちゃんに逢いたい！」 - Okā-chan ni aitai! – "Voglio vedere la mamma!" | 26 settembre 1999 | 22-23 maggio 2002        |
| 34 | La madre di Sinfony arriva in città per vedere la figlia, ma non riesce ad affrontarla e guardarla in faccia per averla lasciata a causa del lavoro. Dopo aver scoperto che sua madre è venuta a farle visita senza poi vederla, Sinfony con Doremì e Melody va a Osaka in sella alla sua scopa magica per incontrarla. |                   |                          |
| 35 | La nuova compagna di scuola 「転校生は魔女見習い！？」 - Tenkōsei wa majo minarai!? – "La studentessa trasferitasi è un'apprendista strega!?" | 3 ottobre 1999    | 24-25 maggio 2002        |
| 35 | La famosa idol e attrice Lullaby (Onpu Segawa) diventa compagna di classe di Doremì e le altre, le quali scoprono che anche lei è un'apprendista strega sotto l'istruzione di Malissa. |                   |                          |
| 36 | L'esame del quarto livello 「四級試験はドドドドドー！」 - Shikyū shiken wa dododododō! – "L'esame di quarto livello è dododododo!" | 10 ottobre 1999   | 27-28 maggio 2002        |
| 36 | Per superare l'esame di quarto livello, le apprendiste devono fare una gara di corsa in un percorso pieno di ostacoli contro la lepre e la tartaruga più veloci del Mondo delle Streghe. |                   |                          |
| 37 | La visita delle ranocchie 「魔女ガエルがいっぱい！」 - Majo-gaeru ga ippai! – "Così tante streghe-ranocchie!" | 17 ottobre 1999   | 29-30 maggio 2002        |
| 37 | Una violenta tempesta colpisce il Mondo delle Streghe, facendo cadere nel mondo umano un gruppo di streghe-ranocchie. Le apprendiste devono trovare una soluzione per farle ritornare indietro, prima che qualcuno le scopra. |                   |                          |
| 38 | Passione… mostruosa 「りょうたと真夜中のかいじゅう」 - Ryōta to mayonaka no kaijū – "Ryota e il mostro di mezzanotte" | 24 ottobre 1999   | 31 maggio-1º giugno 2002 |
| 38 | Ryota Hayashi ha una grande passione per i mostri, in particolare Gazamadon, e tutti lo prendono in giro per questo. Stanco di ciò, butta tutti i suoi giocattoli. Con l'aiuto del Cerchio Magico, Doremì, Melody e Sinfony fanno ricredere il ragazzo. |                   |                          |
| 39 | Un amore magico 「どれみの彼は中学生！」 - Doremi no kare wa chūgakusei! – "Il fidanzato di Doremi è uno studente delle medie!" | 31 ottobre 1999   | 3-4 giugno 2002          |
| 39 | Il fratello che va alle medie di Maki Higuchi, Shuzo, vede Lullaby in divisa d'apprendista. Per non farsi scoprire, la ragazza usa la magia per distrarlo e farlo innamorare della prima persona che vede. La persona in questione si rivela essere Doremì. |                   |                          |
| 40 | L'Albero delle Note Magiche 「どれみ楽勝？３級試験」 - Doremi rakushō? 3-kyū shiken – "Doremi passa facilmente? L'esame di terzo livello" | 14 novembre 1999  | 5-6 giugno 2002          |
| 40 | Per superare l'esame di terzo livello e ricevere così una piantina che quando germoglia produce un sacco di Note Magiche, le apprendiste devono trovare e attraversare una porta magica entro un'ora di tempo. L'esame, inoltre, devono sostenerlo da sole separatamente, contando sulle loro sole forze e, nel caso, ricorrendo alla magia solamente due volte. |                   |                          |
| 41 | Scacchi stregati 「父と子・勝利への一手！」 - Chantoko ・ Shōri he no itte! – "Padre e figlio: la mossa verso la vittoria!" | 21 novembre 1999  | 7-8 giugno 2002          |
| 41 | Shota Taniyama ama il gioco dello shōgi e riesce persino a battere il vice preside. Tuttavia, i suoi genitori sono contrari al suo desiderio di giocare. Con l'aiuto della signorina Seki, partecipa a un imminente torneo, arrivando in finale, ma comincia a diventare nervoso a ogni mossa che fa: questo porta Doremì, Melody e Sinfony a identificare la presenza di una Figura Nera.                                                                                    |                   |                          |
| 42 | Eroi per passione 「おジャ魔女 正義の戦い！？」 - Ojamajo Seigi no tatakai!? – "Le Ojamajo: lottano per la giustizia!?" | 28 novembre 1999  | 10-11 giugno 2002        |
| 42 | Kota Amano, un ragazzo con la passione per i supereroi Battle Rangers, viene sfidato a combattere da un senpai, che crede erroneamente stia uscendo con Lullaby. |                   |                          |
| 43 | Padri e figlie 「パパと花火と涙の思い出」 - Papa to hanabi to namida no omoide – "Papà, fuochi d'artificio e ricordi di lacrime" | 5 dicembre 1999   | 12-13 giugno 2002        |
| 43 | Reika decide di scappare di casa perché pensa che suo padre non si preoccupi per lei dato che non la sgrida mai. Anche Shiori Nakayama, spesso malata, ha problemi con suo padre. |                   |                          |
| 44 | Sogni e speranze sul ring 「女子プロレスラーになりたい！」 - Joshi puroresurā ni naritai! – "Voglio diventare una lottatrice professionista!" | 12 dicembre 1999  | 14-15 giugno 2002        |
| 44 | Mutsumi Kudo, la più forte della classe che ama il wrestling, è una fan della lottatrice Candy Itō, ma rimane delusa quando questa annuncia un possibile suo ritiro. |                   |                          |
| 45 | Dov'è Babbo Natale? 「サンタさんを救え！」 - Santa-san wo sukue! – "Aiutiamo Babbo Natale!" | 19 dicembre 1999  | 17-18 giugno 2002        |
| 45 | Babbo Natale si ammala e chiede a Doremì e le amiche di distribuire i regali al suo posto. |                   |                          |
| 46 | Trucchi di magia 「魔女のかくし芸大会！」 - Majo no kakushigei taikai! – "Il torneo di talenti delle streghe!" | 26 dicembre 1999  | 19-20 giugno 2002        |
| 46 | Le ragazze aiutano Michiaki Watabe nel suo spettacolo da prestigiatore, visto l'assenza del padre. Intanto, per l'esame di secondo livello, alle apprendiste viene richiesto di intrattenere un gruppo di streghe con giochi di prestigio. |                   |                          |
| 47 | L'appuntamento 「お父ちゃんのお見合い」 - Otō-chan no omiai – "L'incontro pre-matrimoniale di papà" | 2 gennaio 2000    | 21-22 giugno 2002        |
| 47 | Il capo del padre di Sinfony organizza un appuntamento tra lui e sua figlia Midori per un possibile matrimonio, ma Sinfony non è pronta per una seconda madre. |                   |                          |
| 48 | Illusioni via internet 「おんぷのメールはラブレター？」 - Onpu no mēru wa raburetā? – "La mail di Onpu era una lettera d'amore?" | 9 gennaio 2000    | 24-25 giugno 2002        |
| 48 | Goji Nakata diventa una delle tante vittime di una e-mail inviata per scherzo da Piccolina (Hehe), la fatina di Malissa, in cui si chiedeva un appuntamento con Lullaby. |                   |                          |
| 49 | Il treno della felicità 「パパに会える！夢を乗せた寝台特急」 - Papa ni aeru! Yume wo noseta shindai tokkyū – "Voglio incontrare papà! Il sogno che sta sul treno espresso" | 16 gennaio 2000   | 26-27 giugno 2002        |
| 49 | Il padre di Lullaby, che Lullaby non vede da sei mesi, è il nuovo conducente di un super treno espresso che si ferma in città. A causa di un'audizione, Lullaby non arriva in tempo per poterlo vedere, ma grazie alla magia di Doremì, Sinfony e Melody, riesce a salire sul treno e vedere così suo padre. |                   |                          |
| 50 | L'esame finale 「最後の見習い魔女試験」 - Saigo no minarai majo shiken – "L'ultimo esame d'apprendista strega" | 23 gennaio 2000   | 28-29 giugno 2002        |
| 50 | Per superare l'esame di primo livello e diventare streghe a tutti gli effetti, le tre bambine devono usare la magia per aiutare qualcuno nel mondo umano e ricevere il loro ringraziamento. Tuttavia le cose si complicano in peggio quando i familiari e amici scoprono il loro segreto. |                   |                          |
| 51 | Bye bye, magia 「さようならＭＡＨＯ堂」 - Sayōnara MAHO-dō – "Addio MAHO-dō" | 30 gennaio 2000   | 1º-2 luglio 2002         |
| 51 | Lullaby utilizza la magia per far dimenticare a tutti il loro segreto, ma poiché è proibito viene punita e cade in un sonno profondo lungo cento anni. Per poterla risvegliare, Doremì, Melody e Sinfony devono scegliere se diventare vere streghe oppure salvare la loro amica e, quindi, rinunciare ai poteri magici. |                   |                          |

## Doredò Doremì(terza stagione)
| Nº | Titolo italiano Giapponese 「Kanji」 - Rōmaji - Traduzione letterale | In onda           | In onda          |
| Nº | Titolo italiano Giapponese 「Kanji」 - Rōmaji - Traduzione letterale | Giapponese        | Italiano         |
| 1  | La pasticceria 「どれみ、嵐の新学期！」 - Doremi, arashi no shingakki! – "Doremi, un nuovo tempestoso semestre!" | 4 febbraio 2001   | 11 novembre 2003 |
| 1  | La Regina interpella il Consiglio delle dodici streghe affinché venga data una seconda possibilità a Doremì, Melody, Sinfony e Lullaby di diventare streghe. Il Consiglio, però, si spacca in due e, per far cambiare idea alle sei streghe contrarie, le ragazze tornano apprendiste, ma devono superare delle prove di pasticceria, una per ogni strega contraria. Per l'occasione, il MAHO diventa una pasticceria, chiamata Sweet House MAHO. Inoltre al gruppo si unisce Mindy (Momoko Asuka), apprendista strega americana di origini giapponesi, esperta nel preparare dolci.                                         |                   |                  |
| 2  | Il segreto dell'orecchino 「ももこが泣いた！？ピアスの秘密」 - Momoko ga naita!? Piasu no himitsu – "Momoko sta piangendo!? Il segreto dell'orecchino" | 11 febbraio 2001  | 13 novembre 2003 |
| 2  | Col nuovo anno scolastico, Mindy arriva in classe di Doremì, la quale non è più in classe con Melody, Sinfony e Lullaby. Essendo stata via in America per molto tempo, la ragazza ha difficoltà con la lingua e, secondo il regolamento scolastico, inoltre, non può tenere l'orecchino che porta e le viene chiesto di toglierlo. La ragazza si rifiuta di farlo, poiché quello è l'ultimo regalo che le fece Majo Monroe, sua istruttrice che l'ha aiutata a fare amicizia in America, prima di morire. |                   |                  |
| 3  | Una nuova amicizia 「大キライ！でも友だちになりたい！」 - Dai kirai! Demo tomodachi ni naritai! – "Ti odio! Ma vorrei che diventassimo amiche!" | 18 febbraio 2001  | 18 novembre 2003 |
| 3  | Mentre Mindy si adatta alla città, rimane irritata da Reika. Tuttavia, il suo atteggiamento offende Melody e Lullaby. Sinfony le consiglia di prendere in maggior considerazione i sentimenti altrui. |                   |                  |
| 4  | L'inaugurazione della pasticceria 「ようこそ、スウィートハウスへ！」 - Yōkoso, Sūīto Hausu he! – "Benvenuti, alla Sweet House!" | 25 febbraio 2001  | 20 novembre 2003 |
| 4  | La pasticceria viene aperta e numerosi clienti comprano i nuovi articoli che Doremì e le altre hanno preparato. Nel frattempo, la signorina Seki decide di mettersi a dieta. |                   |                  |
| 5  | Il trio SOS e il nuovo duo 「ＳＯＳトリオが解散！？」 - SOS torio ga kaisan!? – "Il trio SOS si scioglie!?" | 4 marzo 2001      | 25 novembre 2003 |
| 5  | Sagawa e Oota trovano in Sato un nuovo membro al posto di Sugiyama nel trio SOS. Rimasto deluso, Sugiyama forma il duo Toyoken con il suo nuovo compagno di classe Ogura. |                   |                  |
| 6  | Il primo esame 「挑戦！初めてのパティシエ試験」 - Chōsen! Hajimete no patishie shiken – "La sfida! Il primo esame di pasticceria" | 11 marzo 2001     | 27 novembre 2003 |
| 6  | Le ragazze devono affrontare il loro primo esame di pasticceria. Majo Miller chiede loro di ricreare il dolce che aveva assaggiato a Londra molto tempo fa. |                   |                  |
| 7  | Hanna è scomparsa 「おかえり！ハナちゃん」 - Okaeri! Hana-chan – "Bentornata! Hana-chan" | 18 marzo 2001     | 2 dicembre 2003  |
| 7  | Alexander porta Hanna senza permesso fuori dal Mondo delle Streghe. Mindy fa la conoscenza della piccola e trascorre del tempo con lei. |                   |                  |
| 8  | La mia migliore amica 「親友って、なーに？」 - Shinyūtte, nāni? – "I veri amici, cosa sono?" | 25 marzo 2001     | 4 dicembre 2003  |
| 8  | Nobuko fa amicizia con Miho Maruyama, che ha la passione per il disegno. Le ragazze formano un duo, con Nobuko che scrive le storie, mentre Miho le disegna. |                   |                  |
| 9  | Uno spiacevole equivoco 「はづきとまさるのたからもの」 - Hazuki to Masaru no takaramono – "Il tesoro di Hazuki e Masaru" | 1º aprile 2001    | 9 dicembre 2003  |
| 9  | Masaru si arrabbia con Melody perché questa ha regalato a Mindy l'ocarina simbolo della loro infanzia. Tuttavia si tratta di un equivoco e Mindy si appresta a sistemare le cose. |                   |                  |
| 10 | Non voglio diventare adulta 「おとなになんてなりたくない！」 - Otona ni nante naritakunai! – "Non voglio diventare adulta!" | 8 aprile 2001     | 11 dicembre 2003 |
| 10 | Gli studenti prendono in giro continuamente Naomi per il suo seno sviluppato. La ragazza si sente a disagio e così la signorina Seki con l'aiuto della signorina Yuka e della dottoressa Yuki fa una lezione sullo sviluppo del corpo umano. |                   |                  |
| 11 | Un cambiamento magico? 「先生が止まらない！！」 - Sensei ga tomaranai!! – "Un'insegnante inarrestabile!!" | 15 aprile 2001    | 16 dicembre 2003 |
| 11 | La signorina Yuka non viene rispettata dai suoi alunni e chiede aiuto a Seki per avere un maggiore controllo sulla sua classe. |                   |                  |
| 12 | Invidie in campo 「小竹ＶＳ鬼コーチ五十嵐」 - Kotake VS oni kōchi Igarashi – "Kotake VS il coach demone Igarashi" | 22 aprile 2001    | 18 dicembre 2003 |
| 12 | Igarashi diventa il nuovo allenatore della squadra di calcio e premia Ito, facendolo giocare più spesso come regolare. Tetsuya si sente messo da parte e si arrabbia con entrambi. |                   |                  |
| 13 | Sogni da realizzare 「夢の船にのりたい！」 - Yume no fune ni noritai! – "Voglio guidare la nave dei sogni!" | 29 aprile 2001    | 23 dicembre 2003 |
| 13 | Le ragazze, insieme ad Hanna, vanno a Yokohama. |                   |                  |
| 14 | Buon compleanno Mindy! 「波乱のハッピーバースデー」 - Haran no happī bāsudē – "Un felice compleanno su e giù" | 6 maggio 2001     | 30 dicembre 2003 |
| 14 | Reika viene invitata per sbaglio alla festa di compleanno di Mindy e involontariamente offende quest'ultima. |                   |                  |
| 15 | Mammina cara 「きれいなお母さんはスキ？キライ？」 - Kireina okā-san wa suki? Kirai? – "Vuoi bene alla tua mamma? O la odi?" | 13 maggio 2001    | 8 gennaio 2004   |
| 15 | Hasebe odia il lavoro che fa la madre e, per questo, le chiede di lasciarlo. |                   |                  |
| 16 | Dolci di nome e di fatto 「おいしいだけじゃ、ダメ！？」 - Oishī dake ja, dame!? – "Essere deliziosi, non è abbastanza!?" | 20 maggio 2001    | 13 gennaio 2004  |
| 16 | Le apprendiste affrontano il loro secondo esame di pasticceria. Majo Sullivan le mette in difficoltà quando chiede loro un dolce che sia delizioso, ma allo stesso tempo di bell'aspetto. |                   |                  |
| 17 | Un'antica rivalità 「因縁のライバル！！春風と玉木」 - Innen no raibaru!! Harukaze to Tamaki – "Le rivali del destino!! Harukaze e Tamaki" | 27 maggio 2001    | 15 gennaio 2004  |
| 17 | La sorellina di Doremì, Bibì, e la cuginetta di Reika, Erika, si sfidano su quello che sanno fare meglio. |                   |                  |
| 18 | La giornata di una piccola diva 「密着！！チャイドルの一日」 - Micchaku!! Chaidoru no ichinichi – "A stretto contatto!! La giornata di una child idol" | 3 giugno 2001     | 20 gennaio 2004  |
| 18 | Lullaby porta con sé Mindy allo studio di registrazione dell'emittente televisiva per insegnarle, durante le pause, un po' di giapponese. Tuttavia è preoccupata perché il nuovo singolo che deve registrare contiene dei versi in lingua inglese. |                   |                  |
| 19 | Attenzioni paterne 「ケンカばっかり似たもの親子」 - Kenka bakkari nitamono oyako – "Niente battaglie ma tale padre tale figlio" | 10 giugno 2001    | 22 gennaio 2004  |
| 19 | Nakajima è arrabbiato con il padre perché questi non ha mai un momento per lui e non gli dedica attenzioni. |                   |                  |
| 20 | Una nuova amica 「はじめて会うクラスメイト」 - Hajimete au kurasumeito – "Una compagna di classe incontrata per la prima volta" | 24 giugno 2001    | 27 gennaio 2004  |
| 20 | Una nuova compagna, Kayoko Nagato, arriva in classe di Doremì. Tuttavia a causa di un incidente avvenuto in passato, la ragazza non riesce ad andare a scuola. |                   |                  |
| 21 | La spesa delle streghe 「まほうのもとがなくなっちゃう！！」 - Mahō no moto ga nakunacchau!! – "L'ingrediente magico è finito!!" | 1º luglio 2001    | 29 gennaio 2004  |
| 21 | Le apprendiste finiscono la polverina magica da mettere sui dolci e devono andare nel Mondo delle Streghe per prenderla. Lungo il tragitto sorgono problemi. |                   |                  |
| 22 | Fratelli e sorelle 「ぽっぷがお姉ちゃん？？」 - Poppu ga oneechan?? – "Pop diventa una sorella maggiore??" | 8 luglio 2001     | 3 febbraio 2004  |
| 22 | Una bambina piccola si perde e quando vede Bibì, decide di seguirla dicendo a tutti che è la sua sorella maggiore. |                   |                  |
| 23 | Mare dolce mare 「なぎさのハマグリ」 - Nagisa no hamaguri – "Vongole della riva" | 15 luglio 2001    | 5 febbraio 2004  |
| 23 | Le ragazze devono affrontare il terzo esame di pasticceria, in cui devono realizzare un dolce per Majo Prima, famosa attrice nel Regno delle Streghe. La strega chiede un dolce complicato utilizzando il forno, che non sia troppo dolce e soprattutto che invogli una persona senza appetito a mangiarlo. |                   |                  |
| 24 | Musica travolgente 「音楽クラブでロックンロール！？」 - Ongaku kurabu de rokkunrōru!? – "Rock'n'roll al club di musica!?" | 22 luglio 2001    | 10 febbraio 2004 |
| 24 | Hagiwara si unisce al club di musica, ma non è in grado di suonare la chitarra nonostante suo padre sia stato il cantante di un gruppo ormai sciolto; con l'aiuto di Doremì e le altre, Hagiwara riesce a far rincontrare i vecchi membri e a farli suonare assieme un'altra volta. |                   |                  |
| 25 | Festa a sorpresa 「ひとりぼっちの夏休み」 - Hitoribocchi no natsuyasumi – "Una solitaria vacanza estiva" | 29 luglio 2001    | 12 febbraio 2004 |
| 25 | Tutto inizia con un incidente, ma ben presto si rivela essere il giorno peggiore per Doremì. Tuttavia, non sa che le altre ragazze hanno preparato una festa a sorpresa per lei al MAHO. |                   |                  |
| 26 | Speranze di riappacificazione 「思いよとどけ！あいこ大阪へ」 - Omoi yo todoke! Aiko Ōsaka he – "Raggiungi questi sentimenti! Aiko a Osaka" | 5 agosto 2001     | 17 febbraio 2004 |
| 26 | Sinfony va con suo padre a Osaka. |                   |                  |
| 27 | Prova di coraggio 「いじわる試験を切りぬけろ！」 - Ijiwaru shiken wo kirinukero! – "Supera quell'esame dannoso!" | 12 agosto 2001    | 19 febbraio 2004 |
| 27 | Bibì deve superare l'esame di terzo livello, ma allo stesso tempo vuole andare a trovare Hanna dato che Doremì e le altre hanno il giorno del permesso di visita all'asilo. |                   |                  |
| 28 | Pericolo nell'asilo delle streghe 「魔女幼稚園、危機いっぱつ！」 - Majo yōchien, kiki ippatsu! – "All'asilo delle streghe, ogni sorta di pericolo!" | 19 agosto 2001    | 24 febbraio 2004 |
| 28 | Viene raccontata una giornata tipo nell'asilo delle streghe. Verso la fine appare la foresta pietrificata dove vive l'ex-regina del Mondo delle Streghe. |                   |                  |
| 29 | Il fantasma del pozzo 「恐怖！井戸ユウレイの呪い」 - Kyōfu! Idoyūrei no noroi – "Terrore! La maledizione del pozzo" | 26 agosto 2001    | 26 febbraio 2004 |
| 29 | Mindy e le altre ragazze devono affrontare una prova di coraggio. |                   |                  |
| 30 | Il libro delle ricette 「まぼろしのレシピをください！」 - Maboroshi no reshipi wo kudasai! – "Per favore dacci il ricettario illusorio!" | 2 settembre 2001  | 2 marzo 2004     |
| 30 | A causa di un incantesimo fatto dall'ex Regina delle Streghe, Hanna non ha più voglia di mangiare le verdure, alimento base per sviluppare i poteri magici della piccola che se continuerà a rifiutare si indeboliranno sempre di più e non potrà più usarli. Le apprendiste per risolvere il problema devono ottenere il libro di ricette da Majo Roxanne, cuoca personale dell'ex Regina, ma prima devono battere nell'esame di pasticceria la sua allieva migliore, Majo Para. |                   |                  |
| 31 | La cura 「なおしてみせます！野菜ギライ」 - Naoshite misemasu! Yasai girai – "Lo cureremo! L'odio per le verdure" | 9 settembre 2001  | 4 marzo 2004     |
| 31 | Hanna sta perdendo i suoi poteri magici per via del suo odio verso le verdure, fondamentali per la crescita di una strega. Con il libro di ricette donato loro da Majo Roxanne, le apprendiste cercano delle ricette con le verdure da poter preparare alla piccola. |                   |                  |
| 32 | Anch'io voglio essere una mamma 「ももこのママ修行」 - Momoko no mama shugyō – "La formazione da mamma di Momoko" | 16 settembre 2001 | 9 marzo 2004     |
| 32 | Come le sue amiche, anche Mindy vuole accudire la piccola Hanna e si impegna a studiare su come diventare una brava mamma. |                   |                  |
| 33 | La grande passione di Kotaro 「天下無敵！？おジャ魔な助太刀」 - Tenka muteki!? Ojama na sukedachi – "Invincibile!? La magica spada da Ojamajo" | 23 settembre 2001 | 11 marzo 2004    |
| 33 | Il dojo della famiglia di Kotaro Okajima rischia di chiudere a causa di pochi iscritti. Mindy, che adora i samurai giapponesi, si unisce agli allenamenti di kendō. |                   |                  |
| 34 | Sognando l'eldorado 「よみがえれ！伝説のお菓子」 - Yomigaere! Densetsu no okashi – "Risorgi! Il leggendario dolce" | 30 settembre 2001 | 16 marzo 2004    |
| 34 | Le apprendiste devono affrontare il loro quarto esame e Majo Sloan, famosa strega avventuriera che adesso gestisce il museo del Mondo delle Streghe, chiede loro di preparare l'eldorado. Così il gruppo parte all'avventura per trovare il leggendario dolce. |                   |                  |
| 35 | Le elezioni scolastiche 「玉木、天下をとる！？」 - Tamaki, tenka wo toru!? – "Tamaki, governerà il mondo!?" | 7 ottobre 2001    | 18 marzo 2004    |
| 35 | Alla scuola elementare Misora ci sono le elezioni scolastiche. Reika e Masato si propongono come candidati. |                   |                  |
| 36 | Chi non mangia in compagnia… 「はづきのおいしいアイデア」 - Hazuki no oishī aidea – "La deliziosa idea di Hazuki" | 14 ottobre 2001   | 23 marzo 2004    |
| 36 | Hanna si rifiuta ancora di mangiare le verdure, preparate dalle apprendiste. Melody ricorda un fatto successo da piccola in modo da convincerla a provare. Intanto, anche Sayako, compagna di classe di Bibì, ha lo stesso problema alla mensa della scuola. |                   |                  |
| 37 | Lo sciopero delle fatine 「妖精だって休みたい！！」 - Yōsei datte yasumitai!! – "Anche se siamo fatine vogliamo riposare!!" | 21 ottobre 2001   | 25 marzo 2004    |
| 37 | Stanche di essere oberate di lavoro, le fatine si ribellano contro le loro apprendiste. |                   |                  |
| 38 | Vorrei andare a scuola 「学校に行きたい！」 - Gakkō ni ikitai! – "Vorrei andare a scuola!" | 28 ottobre 2001   | 30 marzo 2004    |
| 38 | Kayoko, compagna di classe di Doremì, ha problemi ad andare a scuola. Doremì e le altre cercano in tutti i modi di farla tornare. |                   |                  |
| 39 | Tutti in scena! 「学芸会！主役はだーれ？」 - Gakugei-kai! Shuyaku wa dāre? – "Lo spettacolo scolastico! Chi sarà il protagonista?" | 11 novembre 2001  | 1º aprile 2004   |
| 39 | Bibì e Erika sono di nuovo in contrasto su cosa la loro classe presenterà allo spettacolo della scuola, perché quest'ultima vorrebbe mettere in scena la fiaba di Cenerentola al posto de Il gatto con gli stivali. Nel frattempo, anche Doremì e i compagni di classe hanno problemi con lo spettacolo quando Sawada, presidente del club di musica, si ammala. |                   |                  |
| 40 | Tutto il buono delle patate 「ハナちゃん、イモを掘る！」 - Hana-chan, imo wo horu! – "Hana-chan, scava per le patate dolci!" | 18 novembre 2001  | 6 aprile 2004    |
| 40 | Le ragazze, insieme ad Hanna, vanno in campagna, dove imparano come cucinare le patate dolci da Sinfony. |                   |                  |
| 41 | Il nuovo dolce delle ranocchie 「魔女ガエルの村おこし」 - Majogaeru no muraokoshi – "Visitando il villaggio delle streghe-ranocchie" | 25 novembre 2001  | 8 aprile 2004    |
| 41 | Le apprendiste affrontano l'esame di pasticceria per Majo Reed, fondatrice e sindaco del villaggio delle streghe-ranocchie. |                   |                  |
| 42 | Una gemella per amico 「ドキドキ！ふたごの不思議なまほう」 - Dokidoki! Futago no fushigina mahō – "Batticuore! La misteriosa magia dei gemelli" | 2 dicembre 2001   | 13 aprile 2004   |
| 42 | Doremì le altre stringono amicizia con due gemelli, un maschio e una femmina. Pur essendo simili d'aspetto, sono molto diversi di carattere. |                   |                  |
| 43 | La missione americana 「おジャ魔女は海を越えて」 - Ojamajo wa umi wo koete – "Le Ojamajo attraversano l'oceano" | 9 dicembre 2001   | 15 aprile 2004   |
| 43 | Le apprendiste streghe vanno a New York. |                   |                  |
| 44 | Partenza a sorpresa 「あいちゃんが帰っちゃう！？」 - Ai-chan ga kaecchau!? – "Ai-chan ritorna a casa!?" | 16 dicembre 2001  | 20 aprile 2004   |
| 44 | A Sinfony viene proposto di ritornare a Osaka a vivere con sua madre. |                   |                  |
| 45 | Grandi passi 「みんなで！メリークリスマス」 - Minna de! Merī Kurisumasu – "A tutti! Buon Natale" | 23 dicembre 2001  | 22 aprile 2004   |
| 45 | È Natale e Kayoko è riuscita a risolvere i suoi problemi, tornando così finalmente a scuola. |                   |                  |
| 46 | Il recupero di fine anno 「ハチャメチャ魔法忘年会」 - Hachamecha mahō bōnenkai – "Una confusa magica celebrazione di fine anno" | 30 dicembre 2001  | 27 aprile 2004   |
| 46 | Le apprendiste utilizzano la magia per festeggiare diverse celebrazioni. |                   |                  |
| 47 | La grande avventura di Hanna 「ハナちゃんの大冒険」 - Hana-chan no daibōken – "La grande avventura di Hana-chan" | 6 gennaio 2002    | 29 aprile 2004   |
| 47 | Hanna vede un cane fuori dal negozio e decide di seguirlo all'insaputa di tutti. Alla fine di questa avventura la piccola mangia i biscotti fatti con i piselli senza problemi, lasciando tutti a bocca aperta, e all'improvviso il suo ultimo Cristallo Fatato s'illumina e le fa riprendere pieno possesso tutti i suoi poteri magici, spezzando l'incantesimo del rifiuto delle verdure fatto dall'ex Regina del Mondo delle Streghe. |                   |                  |
| 48 | Esame al buio 「手がかりゼロ！最後の試験」 - Tegakari zero! Saigo no shiken – "Zero suggerimenti! L'ultimo esame" | 13 gennaio 2002   | 4 maggio 2004    |
| 48 | Le apprendiste giungono all'ultimo esame di pasticceria, l'ultima possibilità di dimostrare che sono degne di diventare streghe e ricevere il loro Cristallo Fatato. Mindy scambia l'esaminatrice, Majo Vanilla, per Majo Monroe a causa della stretta somiglianza tra le due: ciò è dovuto al fatto che sono nate dallo stesso ramo di rosa. Infine, ricompare la Foresta Pietrificata perché la ex Regina è infuriata per via del fatto che il suo incantesimo del rifiuto delle verdure su Hanna si è spezzato, ed è decisa a tornare all'attacco perché in futuro teme che l'incantesimo delle ranocchie venga spezzato. |                   |                  |
| 49 | Mindy, torna fra noi! 「目をさまして！あやつられたももこ」 - Me wo samashite! Ayatsurareta Momoko – "Ti prego svegliati! L'ipnotizzata Momoko" | 20 gennaio 2002   | 6 maggio 2004    |
| 49 | Mindy viene posseduta dall'ex Regina, che lascia la sua mente bloccata dentro un sogno. Le altre ragazze con Hanna cercano in tutti modi di svegliarla. |                   |                  |
| 50 | Finalmente streghe! 「さよなら魔女見習い」 - Sayonara majo minarai – "Addio apprendiste streghe" | 27 gennaio 2002   | 11 maggio 2004   |
| 50 | Il sestetto di apprendiste streghe deve ricordare il passato, i ricordi felici legati all'ex Regina, al fine di uscire dalla Foresta Pietrificata. |                   |                  |

## Mille magie Doremì(quarta stagione)
| Nº | Titolo italiano Giapponese 「Kanji」 - Rōmaji - Traduzione letterale | In onda           | In onda          |
| Nº | Titolo italiano Giapponese 「Kanji」 - Rōmaji - Traduzione letterale | Giapponese        | Italiano         |
| 1  | Che sorpresa! 「どれみびっくり！新しいおジャ魔女」 - Doremi bikkuri! Atarashī Ojamajo – "Doremi sorpresa! Una nuova Ojamajo" | 3 febbraio 2002   | 3 febbraio 2005  |
| 1  | Hanna libera accidentalmente Baba, la fatina dell'ex regina Majo Tourbillon, e trasforma se stessa in una ragazzina della stessa età di Doremì e le altre, che rimangono molto sorprese dell'accaduto. Il MAHO diventa poi un negozio di gioielli. |                   |                  |
| 2  | La storia dell'ex Regina 「ハナちゃん６年生になる！」 - Hana-chan 6-nensei ni naru! – "Hana-chan è al sesto anno!" | 10 febbraio 2002  | 8 febbraio 2005  |
| 2  | Hanna comincia a frequentare le lezioni, in classe con Doremì e Mindy. Tuttavia, essendo in realtà ancora una neonata, la ragazza non sa né leggere né scrivere. |                   |                  |
| 3  | Gli esami 「ハナちゃんには負けられない！」 - Hana-chan ni wa makerarenai! – "Non voglio perdere contro Hana-chan!" | 17 febbraio 2002  | 10 febbraio 2005 |
| 3  | Avendo rotto i suoi Cristalli Fatati con la trasformazione in ragazza più grande, Hanna è diventata quindi un'apprendista strega e riesce brillantemente a superare la prova di nono livello, ricevendo la sua fatina. Bibì è gelosa di come la piccola non abbia alcuna difficoltà con gli esami. |                   |                  |
| 4  | Ammiratori delusi 「ＭＡＨＯ堂がつぶれちゃう！？」 - MAHO-dō ga tsuburechau!? – "Il MAHO-dō sta andando in fallimento!?" | 24 febbraio 2002  | 15 febbraio 2005 |
| 4  | Con la riapertura del MAHO come negozio di gioielli, le vendite sono calate. Hanna cerca di risolvere il problema, ma causa solo dei guai. |                   |                  |
| 5  | La vera Lullaby 「素顔のおんぷ」 - Sugao no Onpu – "L'onesta Onpu" | 3 marzo 2002      | 17 febbraio 2005 |
| 5  | Lullaby è stanca a causa del suo lavoro e non riesce mai a vedere suo padre, che sta lontano da casa. Per sollevarla, Hanna prende le sue sembianze e svolge tutti i suoi impegni, ma questo porta solo problemi. |                   |                  |
| 6  | Le due bibliotecarie 「学級文庫の迷コンビ！？」 - Gakkyū bunko no mei konbi!? – "Lo strano duo di bibliotecarie!?" | 10 marzo 2002     | 22 febbraio 2005 |
| 6  | Hanna fa amicizia con Keiko Yamamoto, una ragazza appassionata di libri. La piccola strega usa la magia per trasportare se stessa e l'amica all'interno di una storia. |                   |                  |
| 7  | I ricordi del cuore 「開いて！心のとびら」 - Hiraite! Kokoro no tobira – "Aprila! La porta del cuore" | 17 marzo 2002     | 24 febbraio 2005 |
| 7  | Uno dei nipoti dell'ex regina Majo Tourbillon amava le conchiglie. Per rimuovere uno dei tanti rovi maledetti che la tengono prigioniera nella Foresta Pietrificata, le apprendiste streghe realizzano una collana di conchiglie in modo da scaldarle il cuore e renderla serena. |                   |                  |
| 8  | Il segreto di Hanna 「バレちゃった！？ハナちゃんのひみつ」 - Barechatta!? Hana-chan no himitsu – "L'hanno scoperto!? Il segreto di Hana-chan" | 24 marzo 2002     | 28 febbraio 2005 |
| 8  | Nobuko e Miho creano un manga dal titolo "Il segreto di Hanna", che narra le vicende di Hanna nelle vesti di strega. |                   |                  |
| 9  | Melody è gelosa 「はづきのキラキラ星」 - Hazuki no kirakira hoshi – "La scintillante stella di Hazuki" | 31 marzo 2002     | 2 marzo 2005     |
| 9  | Melody è gelosa del fatto che Masaru si sia allontanato da lei e avvicinato, invece, a Shiori. |                   |                  |
| 10 | La capogruppo 「修学旅行！！班長はツラいよ」 - Shūgakuryokō!! Hanchō wa tsurai yo – "La gita!! È dura essere la capogruppo" | 7 aprile 2002     | 4 marzo 2005     |
| 10 | Per l'imminente gita scolastica da Nara a Kyoto, Hanna si offre volontaria come capogruppo. Tuttavia, la ragazza non è responsabile e si trova in difficoltà. |                   |                  |
| 11 | Il ritorno dei quattro 「奈良！運命の再会」 - Nara! Unmei no saikai – "Nara! La riunione del destino" | 14 aprile 2002    | 7 marzo 2005     |
| 11 | Mentre sono a Nara, Doremì e le altre incontrano, dopo tanto tempo, i FLAT 4. |                   |                  |
| 12 | I due contendenti 「京都！終わらない夜」 - Kyōto! Owaranai yoru – "Kyoto! La notte senza fine" | 21 aprile 2002    | 9 marzo 2005     |
| 12 | La gita si sposta a Kyoto. Tetsuya è geloso di come Akatsuki si avvicini a Doremì e fa di tutto per farsi notare da quest'ultima. Hanna, intanto, torna neonata e le ragazze devono nasconderla in albergo per tutta la notte. |                   |                  |
| 13 | Il mio idolo si ritira 「むつみの引退宣言！」 - Mutsumi no intai sengen! – "L'annuncio di ritiro di Mutsumi!" | 28 aprile 2002    | 11 marzo 2005    |
| 13 | Mutsumi vuole abbandonare il suo sogno di diventare una lottatrice di wrestling dopo aver visto il suo idolo, Candy, ritirarsi. |                   |                  |
| 14 | L'esame di settimo livello di Hanna 「油断大敵！７級試験」 - Yudantaiteki! 7-kyū shiken – "Devo essere preparata! L'esame di settimo livello" | 5 maggio 2002     | 14 marzo 2005    |
| 14 | Hanna passa l'esame di settimo livello del suo apprendistato. |                   |                  |
| 15 | Le mamme non ci capiscono! 「お母さんのわからずや」 - Okā-san no wakarazuya – "L'incomprensione delle mamme" | 12 maggio 2002    | 16 marzo 2005    |
| 15 | Melody e Lullaby scappano via di casa dopo aver avuto un'incomprensione con le loro mamme. |                   |                  |
| 16 | Un arcobaleno che non scompaia 「消えない虹の作り方」 - Kienai niji no tsukurikata – "Come fare un arcobaleno che non scompaia" | 19 maggio 2002    | 18 marzo 2005    |
| 16 | Mentre piove, Baba ricorda uno dei nipoti di Majo Tourbillon. L'arcobaleno che appare dopo la pioggia dà alle apprendiste un'idea su come rimuovere un rovo dell'ex Regina. |                   |                  |
| 17 | La base segreta 「秘密基地を守れ！」 - Himitsu kichi wo mamore! – "Proteggiamo la base segreta!" | 26 maggio 2002    | 21 marzo 2005    |
| 17 | Doremì e le altre scoprono che i ragazzi hanno una base segreta, sede degli aeroplani costruiti da Miyamae. Le ragazze si offrono per dare una mano alla base, ma purtroppo Reika sente tutto e cerca di sfruttarle. |                   |                  |
| 18 | Il giovane veterinario 「恋の行方はワンワンワン」 - Koi no yukue wa wanwanwan – "Dove ci sono bau-bau c'è amore" | 2 giugno 2002     | 23 marzo 2005    |
| 18 | La signorina Yuka va al negozio di animali a comprare del cibo per il suo cane; tuttavia le ragazze scoprono che la signorina non ha nessun cane e che ha mentito per poter andare a vedere l'uomo del quale si è innamorata. |                   |                  |
| 19 | Cuore di papà 「お父さんは素直になれない！？」 - Otō-san wa sunao ni narenai!? – "Mio padre non può essere onesto!?" | 9 giugno 2002     | 25 marzo 2005    |
| 19 | Yukari e Aya vogliono una pausa. |                   |                  |
| 20 | Mindy alla ricerca di un sogno 「ももこの夢さがし」 - Momoko no yume sagashi – "La ricerca di un sogno di Momoko" | 16 giugno 2002    | 30 marzo 2005    |
| 20 | Le ragazze riflettono su cosa vogliono fare in futuro. Mindy non sa ancora qual è il suo sogno e incontra un ragazzo che si trova nella stessa situazione. |                   |                  |
| 21 | Ti voglio bene, Alexander! 「大好き！オヤジーデ」 - Daisuki! Oyajīde – "Ti voglio bene! Oyajide" | 23 giugno 2002    | 31 marzo 2005    |
| 21 | Hanna trascorre del tempo con Alexander. |                   |                  |
| 22 | Non partire 「きみたか、行かないで！！」 - Kimitaka, ikanaide!! – "Kimitaka, non partire!!" | 30 giugno 2002    | 1º aprile 2005   |
| 22 | Kimitaka si deve trasferire. Il giorno prima di partire confessa il suo amore a Bibì. |                   |                  |
| 23 | La Festa delle Stelle 「七夕なんてやーめた！」 - Tanabata nante yāmeta! – "Abbandono Tanabata!" | 7 luglio 2002     | 2 aprile 2005    |
| 23 | Si avvicina la festa di Tanabata, ma Orihime e Hikoboshi, rappresentanti le stelle Vega e Altair, si rifiutano di incontrarsi l'una con l'altro. |                   |                  |
| 24 | Streghe Rangers alla riscossa 「愛よ正義よ！私たちマジョレンジャー！」 - Ai yo seigi yo! Watashitachi Majo Renjā! – "Amore e giustizia! Noi Majo Rangers!" | 14 luglio 2002    | 4 aprile 2005    |
| 24 | Hanna è triste che la sua serie televisiva preferita, Battle Rangers, stia per terminare ed è determinata a fermare tutto ciò a qualunque costo. |                   |                  |
| 25 | I bicchieri misteriosi 「笑顔をくれる？謎のグラス」 - Egao wo kureru? Nazo no gurasu – "Possono donare dei sorrisi? I bicchieri misteriosi" | 21 luglio 2002    | 5 aprile 2005    |
| 25 | Vengono spediti dei misteriosi bicchieri in vetro alle apprendiste streghe, che si rivelano essere magici. Baba ricorda uno dei nipoti dell'ex Regina per la somiglianza delle tazze. |                   |                  |
| 26 | Il campeggio 「キャンプとカレーでアッチッチ！？」 - Kyanpu to karē de acchicchi!? – "Riscaldiamo con il campeggio e il curry!?" | 28 luglio 2002    | 6 aprile 2005    |
| 26 | I ragazzi vanno in campeggio. Durante una caccia al tesoro, Doremì e Tetsuya si perdono. |                   |                  |
| 27 | L'elefantina bianca 「白いゾウさん、はじめまして！」 - Shiroi zō-san, hajimemashite! – "Elefantina bianca, piacere di conoscerti!" | 4 agosto 2002     | 7 aprile 2005    |
| 27 | Durante un festival, Hanna fa la conoscenza di un'elefantina bianca che è stata abbandonata. Le due fanno subito amicizia e Hanna decide di chiamarla Pao. |                   |                  |
| 28 | Nonni tutto pepe 「おばあちゃんズにはかなわない！？」 - Obā-chan zuni wa kanawanai!? – "Le nonne sono invincibili!?" | 11 agosto 2002    | 8 aprile 2005    |
| 28 | Le ragazze visitano una casa di riposo. |                   |                  |
| 29 | Tienimi per mano 「はなさないで！つないだ手と手」 - Hanasanaide! Tsunaida te to te – "Non lasciarla! Le nostre mani unite" | 18 agosto 2002    | 11 aprile 2005   |
| 29 | Hanna si perde al festival estivo, ma incontra un misterioso ragazzo e gli fa promettere di non lasciare andare la sua mano. |                   |                  |
| 30 | Preoccupazioni nel Mondo delle Streghe 「あやしい影！？魔女界の胸さわぎ」 - Ayashī kage!? Majo-kai no munasawagi – "Un'ombra sospetta!? Il disagio nel Mondo delle Streghe" | 25 agosto 2002    | 12 aprile 2005   |
| 30 | La Regina del Mondo delle Streghe si ammala e le apprendiste si recano al suo castello. |                   |                  |
| 31 | Pao, l'elefantina magica 「パオちゃんはおジャ魔ゾウ！？」 - Pao-chan wa ojamazō!? – "Pao è una pasticciona elefantina magica!?" | 1º settembre 2002 | 13 aprile 2005   |
| 31 | Esiste una leggenda secondo cui un elefante bianco può curare coloro che sono feriti; Pao potrebbe essere l'elefante in questione, quando Eufonia cade sotto una maledizione. |                   |                  |
| 32 | L'apparenza inganna 「いい子だって悩んでる」 - Īko datte nayanderu – "Sono una brava bambina ma frustrata" | 8 settembre 2002  | 14 aprile 2005   |
| 32 | Hanna si ammala e le ragazze devono costantemente tenerla sotto controllo. Nel frattempo diventa amica di Sachiko Ijuuin, studentessa modello che vorrebbe che i suoi genitori, entrambi insegnanti, avessero più tempo libero da dedicarle. |                   |                  |
| 33 | L'attrice famosa 「迷えるおんぷ」 - Mayoeru Onpu – "La vacillante Onpu" | 15 settembre 2002 | 15 aprile 2005   |
| 33 | Con sorpresa di tutti, Lullaby non passa il provino per un film che avrebbe segnato il suo debutto a Hollywood. |                   |                  |
| 34 | La gattina Baba 「ババといつまでも」 - Baba to itsumademo – "Per sempre insieme a Baba" | 22 settembre 2002 | 18 aprile 2005   |
| 34 | Anche Baba si ammala e, mentre dorme, sogna uno dei nipoti di Majo Tourbillon. |                   |                  |
| 35 | L'esame del quarto livello 「四級試験はのろろろろ～？」 - Yonkyū shiken wa nororororo~? – "L'esame di quarto livello è nororororo~?" | 29 settembre 2002 | 19 aprile 2005   |
| 35 | Le ragazze preparano Hanna e la sua fatina Totò a sostenere l'esame di quarto livello. |                   |                  |
| 36 | La bicicletta, che passione! 「自転車でどこまでも」 - Jitensha de dokomademo – "Dovunque su una bicicletta" | 6 ottobre 2002    | 20 aprile 2005   |
| 36 | Hanna impara ad andare in bicicletta e, insieme a Morikawa, cerca di far passare la paura delle bici a Hiroko. |                   |                  |
| 37 | I maghi addormentati 「全滅！？眠れる魔法使いたち」 - Zenmetsu!? Nemureru mahōtsukai-tachi – "Distruzione totale!? I maghi addormentati" | 13 ottobre 2002   | 21 aprile 2005   |
| 37 | Anche il Regno dei Maghi viene invaso dalla maledizione dell'ex Regina. |                   |                  |
| 38 | Voglia di tornare insieme 「ついに再婚！？あいこの決意」 - Tsui ni saikon!? Aiko no ketsui – "Finalmente un secondo matrimonio!? La determinazione di Aiko" | 20 ottobre 2002   | 22 aprile 2005   |
| 38 | Sinfony trascorre del tempo con suo padre e sua madre. |                   |                  |
| 39 | Al cuor non si comanda 「心をこめて！幸せの白いバラ」 - Kokoro wo komete! Shiawase no shiroi bara – "Con tutto il cuore! La rosa bianca della felicità" | 27 ottobre 2002   | 27 aprile 2005   |
| 39 | Le apprendiste si recano da Majo Roxanne, che in passato è stata la cuoca personale dell'ex Regina, per raccogliere maggiori informazioni su Ingrid, nipote di Majo Tourbillon. |                   |                  |
| 40 | Una strega particolare 「どれみと魔女をやめた魔女」 - Doremi to majo oyameta majo – "Doremi e la strega che ha smesso di essere una strega" | 10 novembre 2002  | 29 aprile 2005   |
| 40 | Doremì, che non ha idea su cosa fare in futuro, incontra una strega di nome Mirai che non usa la magia per scelta e che le dà consigli. |                   |                  |
| 41 | L'esame di primo livello 「ぽっぷが先に魔女になる！？」 - Poppu ga sakini majo ni naru!? – "Pop diventa una strega così presto!?" | 17 novembre 2002  | 2 maggio 2005    |
| 41 | Bibì deve affrontare l'esame di primo livello, ma è preoccupata perché non sa se, diventando una vera strega, può restare nel mondo umano insieme ai suoi cari. |                   |                  |
| 42 | Voglio decidere da sola 「自分で決める！はづきの道」 - Jibun de kimeru! Hazuki no michi – "Decido da sola! La strada di Hazuki" | 24 novembre 2002  | 4 maggio 2005    |
| 42 | Melody scopre che sua madre l'ha iscritta al test d'ingresso per entrare alla Karen Girls Academy senza il suo permesso. In realtà dietro il gesto della madre si nasconde un segreto. |                   |                  |
| 43 | L'esame 「１級試験！玉木絶対絶命！！」 - 1-kyū shiken! Tamaki zettai zetsumei!! – "L'esame di primo livello! La situazione disperata di Tamaki!!" | 1º dicembre 2002  | 6 maggio 2005    |
| 43 | Reika cade sotto l'influsso della maledizione delle streghe. Hanna decide di curarla come esame di primo livello. |                   |                  |
| 44 | Alla ricerca dell'ultimo indizio 「急がなきゃ！最後の手がかり」 - Isoganakya! Saigo no tegakari – "In fretta! L'ultimo indizio" | 8 dicembre 2002   | 9 maggio 2005    |
| 44 | Le ragazze incontrano Robby, il nipote di Roy e colui che possedeva un arazzo, l'ultimo indizio in grado di liberare l'ex Regina dalla maledizione. |                   |                  |
| 45 | L'ultimo rovo 「悲しみのイバラよ、消えて！」 - Kanashimi no ibara yo, kiete! – "Rovo della tristezza, sparisci!" | 15 dicembre 2002  | 11 maggio 2005   |
| 45 | Mentre le ragazze finiscono di realizzare l'arazzo, i rovi si diffondono sempre di più. |                   |                  |
| 46 | L'incantesimo delle ranocchie 「さらば、魔女ガエルの呪い」 - Saraba, Majogaeru no noroi – "Addio, maledizione delle streghe-ranocchie" | 22 dicembre 2002  | 13 maggio 2005   |
| 46 | La Regina viene liberata e l'incantesimo delle streghe-ranocchie, secondo cui se una strega viene riconosciuta da un umano si trasforma in ranocchia, viene sciolto. |                   |                  |
| 47 | Anche se saremo lontane 「たとえ遠くはなれても」 - Tatoe tōku hanarete mo – "Anche se saremo lontane" | 29 dicembre 2002  | 16 maggio 2005   |
| 47 | Lullaby viene accettata in una scuola media diversa, mentre Mindy non sa se tornare a New York o stare in Giappone. |                   |                  |
| 48 | Il giorno più bello per Sinfony 「あいこのいちばん幸せな日」 - Aiko no ichiban shiawase na hi – "Il giorno più felice di Aiko" | 5 gennaio 2003    | 18 maggio 2005   |
| 48 | Sinfony va a Osaka per fare visita al nonno che è in ospedale. I suoi genitori decidono, per il bene comune e per prendersi cura del nonno, di tornare a vivere a Osaka. |                   |                  |
| 49 | Amiche per sempre 「ずっとずっと、フレンズ」 - Zutto zutto, furenzu – "Per sempre per sempre, amiche" | 12 gennaio 2003   | 20 maggio 2005   |
| 49 | Melody vuole andare a studiare nella scuola che ha sempre sognato, ma allo stesso tempo vuole stare insieme a Doremì. |                   |                  |
| 50 | La regina 「さよなら、おジャ魔女」 - Sayonara, Ojamajo – "Addio, Ojamajo" | 19 gennaio 2003   | 23 maggio 2005   |
| 50 | La Regina del Mondo delle Streghe svela la sua identità: si tratta della dottoressa Yuki, infermiera della scuola di Doremì e le altre, venuta sulla Terra per conoscere meglio gli umani e instaurare così un rapporto con le streghe, come in passato. Intanto, avendo finito l'apprendistato, Doremì fa riprendere a Raganella le sue vere sembianze di Eufonia. Inoltre le ragazze devono prendere la loro più grande decisione: se vogliono diventare streghe a tutti gli effetti devono rimanere nel Mondo delle Streghe senza avere contatti con gli esseri umani, altrimenti se scelgono di rimanere umane, non potranno più vedere Hanna e nemmeno andare nel mondo magico. Le ragazze rinunciano alla magia per mantenere la loro vita e le loro relazioni sulla Terra e fondono i loro Cristalli Fatati in quello di Hanna, la quale diventerà la futura Regina del Regno delle Streghe. |                   |                  |
| 51 | Il diploma 「ありがとう！また会う日まで」 - Arigatō! Mata au hi made – "Grazie! Ci rivedremo ancora" | 26 gennaio 2003   | 25 maggio 2005   |
| 51 | È arrivato il giorno della cerimonia di diploma delle elementari. Doremì si rifiuta di andare a ritirarlo, perché ciò significa che dovrà separarsi dai suoi compagni di scuola, e si rifugia dentro il MAHO, ormai chiuso perché Eufonia è tornata nel Mondo delle Streghe. Tuttavia grazie a una strategia di Hanna, Doremì esce dal negozio e va a scuola insieme agli altri a ritirare il diploma. Mentre Hanna torna nel Mondo delle Streghe, Doremì comincia le scuole medie, Melody va in una prestigiosa scuola privata, Sinfony è riandata a vivere a Osaka con i suoi genitori, tornati assieme, Lullaby continua a lavorare come idol e Mindy ritorna in America. Due anni dopo, Doremì consegna una lettera d'amore a un ragazzo, il quale si rivela essere Tetsuya. |                   |                  |

## Magica magica Doremì(OAV)
| Nº | Titolo italiano Giapponese 「Kanji」 - Rōmaji - Traduzione letterale | In onda           | In onda        |
| Nº | Titolo italiano Giapponese 「Kanji」 - Rōmaji - Traduzione letterale | Giapponese        | Italiano       |
| 1  | Una movimentata gita in bici 「波乱のサイクリング～男の子のないしょ～」 - Haran no saikuringu ~Otokonoko no naisho~ – "Una movimentata gita in bici ~Il segreto dei ragazzi~"                                                                                       | 26 giugno 2004    | 9 marzo 2009   |
| 1  | Tetsuya e il suo gruppo di amici decide di fare una gita in bici fino al Fuji. Essendo pericoloso, Doremì e le altre cercano di convincerlo a non farlo. |                   |                |
| 2  | Il negozio di magia di New York 「Ｎ.ＹのＭＡＨＯ堂～ももこのないしょ～」 - Nyū Yōku no MAHO-dō ~Momoko no naisho~ – "Il MAHO-dō di New York ~Il segreto di Momoko~"                                                                                                | 10 luglio 2004    | 11 marzo 2009  |
| 2  | Mindy incontra Lullaby a New York e racconta di come è diventata un'apprendista strega. |                   |                |
| 3  | Lezioni di nuoto 「泳いでナンボ！～あいこのないしょ～」 - Oyoide nanbo! ~Aiko no naisho~ – "Il valore del nuoto! ~Il segreto di Aiko~" | 24 luglio 2004    | 13 marzo 2009  |
| 3  | Le gare di nuoto si avvicinano e Sinfony viene scelta per rappresentare la sua classe. Tuttavia la ragazza ha paura dell'acqua. |                   |                |
| 4  | Che cos'è la felicità? 「ノンスタンダード～おんぷのないしょ～」 - Non sutandādo ~Onpu no naisho~ – "Non standard ~Il segreto di Onpu~" | 7 agosto 2004     | 16 marzo 2009  |
| 4  | Lullaby non sa se accettare o no un ruolo per un film e riflette su ciò che l'ha spinta a diventare un'idol. |                   |                |
| 5  | Lacrime familiari 「涙を知るひと～ぽっぷとハナのないしょ～」 - Namida wo shiru hito ~Poppu to Hana no naisho~ – "Qualcuno che conosce le lacrime ~Il segreto di Pop e Hana~"                                                                                        | 21 agosto 2004    | 18 marzo 2009  |
| 5  | Hanna ha ancora problemi col suo vasino. Inoltre, lei e Bibì si scambiano di corpo. |                   |                |
| 6  | La musica di un amore 「金平糖の思い出～ばあやのないしょ～」 - Konpeitō no omoide ~Baaya no naisho~ – "I ricordi del Confetto ~Il segreto di Baaya~" | 4 settembre 2004  | 20 marzo 2009  |
| 6  | Quando la tata di Melody, Baaya, era giovane amava solamente due cose: una era il balletto, l'altra era un ragazzo. |                   |                |
| 7  | Una sfida tra padre e figlio 「タイヤキダイスキ！～親子のないしょ～」 - Taiyaki daisuki! ~Oyako no naisho~ – "Adoro i taiyaki! ~Il segreto tra padre e figlio~" | 18 settembre 2004 | 23 marzo 2009  |
| 7  | Il figlio di un produttore di taiyaki è stufo del padre che lo critica e va al MAHO per iniziare la sua attività. |                   |                |
| 8  | Il flauto rotto 「リコーダー事件！～優等生のないしょ～」 - Rikōdā jiken! ~Yūtōsei no naisho~ – "Il caso del flauto! ~Il segreto dell'onore di uno studente~" | 2 ottobre 2004    | 25 marzo 2009  |
| 8  | Un flauto viene rotto da uno studente modello con una cotta, ma Lullaby si prende al suo posto tutta la colpa. |                   |                |
| 9  | La squadra di baseball 「バッチグー野球部～魔女たちのないしょ～」 - Bacchigū yakyūbu ~Majo-tachi no naisho~ – "L'eccellente squadra di baseball ~Il segreto delle streghe~"                                                                                         | 16 ottobre 2004   | 27 marzo 2009  |
| 9  | Mindy, ispirata da due amanti del baseball, crea una squadra con i suoi amici. |                   |                |
| 10 | Fidanzato dimenticato 「結婚の約束～幼なじみのないしょ～」 - Kekkon no yakusoku ~Osananajimi no naisho~ – "La promessa di matrimonio ~Il segreto di un amico d'infanzia~"                                                                                           | 30 ottobre 2004   | 30 marzo 2009  |
| 10 | Sinfony rivede il suo vecchio amico d'infanzia, Anrima, il quale le fece una promessa di matrimonio quando erano più piccoli. |                   |                |
| 11 | Il cioccolato di San Valentino 「バレンタインディ～はづきのないしょ～」 - Barentain dei ~Hazuki no naisho~ – "Il giorno di San Valentino ~Il segreto di Hazuki~" | 13 novembre 2004  | 1º aprile 2009 |
| 11 | A ogni San Valentino, Melody e Masaru si scambiano i regali. Tuttavia quest'anno ciò non accade. |                   |                |
| 12 | Una nuova apprendista strega 「７人目の魔女見習い～のんちゃんのないしょ～」 - 7-nin me no majo minarai ~Non-chan no naisho~ – "La settima apprendista strega ~Il segreto di Non-chan~"                                                                              | 27 novembre 2004  | 3 aprile 2009  |
| 12 | Doremì incontra in ospedale una ragazzina di nome Nozomi Waku, grande fan delle streghe, e le promette che nonostante la leucemia diventerà un'apprendista strega. Tuttavia la ragazzina non ce la fa e muore.                                                      |                   |                |
| 13 | Incontro inatteso 「時をかけるお雛様～どれみのないしょ～」 - Toki wo kakeru ohina-sama ~Doremi no naisho~ – "Bambole attraverso il tempo ~Il segreto di Doremi~" | 11 dicembre 2004  | 6 aprile 2009  |
| 13 | Doremì fa la conoscenza di una misteriosa ragazzina di nome Fami, molto simile a lei sia d'aspetto che di carattere. Alla fine viene rivelato che Fami è un'apprendista strega, nipote di Doremì, venuta dal futuro per vedere se sua nonna era davvero una strega. |                   |                |

## Ojamajo Doremi: Owarai gekijō(ONA)
| Nº | Titolo italiano (traduzione letterale) Giapponese 「Kanji」 - Rōmaji | In onda           | In onda |
| Nº | Titolo italiano (traduzione letterale) Giapponese 「Kanji」 - Rōmaji | Giapponese        |         |
| 1  | Si è formato! Il MAHO-dō comico 「結成！お笑いＭＡＨＯ堂」 - Kessei! Owarai MAHO-dō | 23 marzo 2019     |         |
| 1  | Doremì è infastidita perché non sa il motivo per il quale lei e le sue amiche sono state ridisegnate in stile super deformed, tipico delle caricature. Scoperto che si tratta del 20º anniversario della serie e che sono diventate un gruppo comico per l'occasione, le apprendiste evocano il Cerchio Magico per accendere ancora di più il loro spirito e la loro felicità, ma Doremì lo intende in senso letterale e manda a fuoco tutto. |                   |         |
| 2  | Adesso sono vecchi tempi - parte 1 「今は昔 パート１」 - Ima wa mukashi: pāto 1 | 14 aprile 2019    |         |
| 2  | Melody e Sinfony dialogano su come sono cambiati i tempi rispetto al periodo in cui sono diventate apprendiste streghe. |                   |         |
| 3  | Chi fa lo tsukkomi? 「誰が突っ込み？」 - Dare ga tsukkomi? | 28 aprile 2019    |         |
| 3  | Le apprendiste streghe, poiché sono diventate un gruppo comico in occasione del 20º anniversario della serie, discutono su chi debba interpretare il ruolo retto e severo (tsukkomi) e quello sciocco e divertente (boke) durante le scene. |                   |         |
| 4  | Quiz associativo 「連想クイズ」 - Rensō kuizu | 12 maggio 2019    |         |
| 4  | Melody propone un quiz associativo alle altre, ma nessuno dà la risposta corretta e alla fine nemmeno lei ricorda la soluzione. |                   |         |
| 5  | La maledizione della bistecca 「ステーキの呪い」 - Sutēki no noroi | 26 maggio 2019    |         |
| 5  | Doremì è triste perché la bisteccheria aperta da poco in città ha fatto tutto esaurito e lei non ha potuto assaggiare nessuna bistecca. Le amiche la inducono a pensare che l'accaduto sia una maledizione. |                   |         |
| 6  | Adesso sono vecchi tempi - parte 2 「今は昔 パート２」 - Ima wa mukashi: pāto 2 | 9 giugno 2019     |         |
| 6  | Bibì è diventata una studentessa delle scuole medie e dialoga con Lullaby dei tempi passati. |                   |         |
| 7  | Cosa si mangia? 「何食べる？」 - Nani taberu? | 23 giugno 2019    |         |
| 7  | Doremì e le altre decidono di andare a cena fuori insieme, ma sono in disaccordo su cosa mangiare. |                   |         |
| 8  | Grandi battute tra Ojamajo - parte 1 「おジャ魔女大喜利 その１」 - Ojamajo ōgiri: sono 1 | 7 luglio 2019     |         |
| 8  | Le Ojamajo organizzano una gara di battute comiche, ma litigano su chi di loro debba fare la presentatrice. |                   |         |
| 9  | Adesso sono vecchi tempi - parte 3 「今は昔 パート３」 - Ima wa mukashi: pāto 3 | 21 luglio 2019    |         |
| 9  | Doremì e Mindy dialogano su come sono cambiati i tempi rispetto al periodo in cui sono diventate apprendiste streghe. |                   |         |
| 10 | Il giocattolo 「玩具」 - Omocha | 4 agosto 2019     |         |
| 10 | Doremì e Bibì giocano a palla con il corpo di Raganella, visibilmente arrabbiata. |                   |         |
| 11 | Hana-chan è arrivata 「ハナちゃんがやってきた」 - Hana-chan ga yattekita | 25 agosto 2019    |         |
| 11 | Hanna torna per fare visita alle apprendiste, ma queste fanno finta di non riconoscerla. |                   |         |
| 12 | L'interprete 「通訳」 - Tsūyaku | 8 settembre 2019  |         |
| 12 | Doremì fa l'interprete per Mindy che parla in lingua inglese, ma qualcosa va storto. |                   |         |
| 13 | Benvenuto 「いらっしゃい」 - Irasshai | 22 settembre 2019 |         |
| 13 | Masaru si reca al MAHO, dove trova Mindy. |                   |         |
| 14 | Grandi battute tra Ojamajo - parte 2 「おジャ魔女大喜利 その２」 - Ojamajo ōgiri: sono 2 | 6 ottobre 2019    |         |
| 14 | Le Ojamajo continuano la gara di battute comiche. |                   |         |
| 15 | Come va ultimamente? 「最近どうなの？」 - Saikin dō nano? | 20 ottobre 2019   |         |
| 15 | Bibì chiede a Tetsuya come procede ultimamente il suo rapporto con Doremì. |                   |         |
| 16 | Hana-chan è una stalker? 1 「ハナちゃんはストーカー？①」 - Hana-chan wa sutōkā? 1 | 3 novembre 2019   |         |
| 16 | Hanna racconta che attraverso la sua sfera di cristallo può vedere qualsiasi cosa. Melody s'imbarazza e si vergogna quando Hanna tenta di dire dettagli suoi privati. |                   |         |
| 17 | Adesso sono vecchi tempi - parte 4 「今は昔 パート４」 - Ima wa mukashi: pāto 4 | 17 novembre 2019  |         |
| 17 | Melody, Sinfony e Lullaby dialogano su come sono cambiati i tempi rispetto al periodo in cui sono diventate apprendiste streghe. |                   |         |
| 18 | Reika Tamaki è in gran forma! 「玉木麗香は絶好調！」 - Tamaki Reika wa zekkōchō! | 1º dicembre 2019  |         |
| 18 | Reika racconta dei recenti avvenimenti della sua vita. |                   |         |
| 19 | La situazione d'amore di Ai-chan 「あいちゃんの恋愛事情」 - Ai-chan no ren'ai jijō | 15 dicembre 2019  |         |
| 19 | Le ragazze discutono sulla loro vita sentimentale, in particolare Sinfony. |                   |         |
| 20 | Il primo ○○ 「はじめての○○」 - Hajimete no ○○ | 29 dicembre 2019  |         |
| 20 | Insieme a Masaru, Melody è decisa ad assaggiare per la prima volta il korokke soba, un piatto giapponese. |                   |         |
| 21 | Hana-chan è una stalker? 2 「ハナちゃんはストーカー？②」 - Hana-chan wa sutōkā? 2 | 12 gennaio 2020   |         |
| 21 | Hanna guarda Tetsuya attraverso la sua sfera di cristallo e, insieme a Lullaby e Raganella, parla dei fraintendimenti con Doremì. |                   |         |
| 22 | Adesso sono vecchi tempi - parte 5 「今は昔 パート５」 - Ima wa mukashi: pāto 5 | 26 gennaio 2020   |         |
| 22 | Mindy chiede a Masaru di suonare la tromba come ai vecchi tempi. |                   |         |
| 23 | Se Ai-chan fosse cresciuta a Tokyo 「もしも、あいちゃんが東京育ちだったら」 - Moshimo, Ai-chan ga Tōkyō sodachidattara | 9 febbraio 2020   |         |
| 23 | Sinfony prova, insieme a Doremì, a parlare con il dialetto di Tokyo. |                   |         |
| 24 | Adesso sono vecchi tempi - parte 6 「今は昔 パート６」 - Ima wa mukashi: pāto 6 | 23 febbraio 2020  |         |
| 24 | Doremì e Mindy con Lullaby dialogano su come sono cambiati i tempi rispetto al periodo in cui sono diventate apprendiste streghe. |                   |         |
| 25 | Grandi battute tra Ojamajo - parte 3 「おジャ魔女大喜利 その３」 - Ojamajo ōgiri: sono 3 | 8 marzo 2020      |         |
| 25 | Le Ojamajo continuano la gara di battute comiche. |                   |         |
| 26 | Grandi battute tra Ojamajo - parte 4 「おジャ魔女大喜利 その４」 - Ojamajo ōgiri: sono 4 | 22 marzo 2020     |         |
| 26 | Le Ojamajo concludono la gara di battute comiche. |                   |         |

## Ojamajo Doremi: Honobono gekijō
| Nº | Titolo italiano (traduzione letterale) Giapponese 「Kanji」 - Rōmaji | In onda         | In onda |
| Nº | Titolo italiano (traduzione letterale) Giapponese 「Kanji」 - Rōmaji | Giapponese      |         |
| 1  | Il migliore dono♪ 「さいこうのおくりもの♪」 - Saikou no okurimono♪   | 10 gennaio 2020 |         |
| 2  | La magia dell'energia♪ 「げんきのまほう♪」 - Genki no mahou♪         | 10 gennaio 2020 |         |
| 3  | La magia nella pioggia♪ 「あめふりのまほう♪」 - Amefuri no mahou♪    | 10 gennaio 2020 |         |
| 4  | La magia della parola♪ 「ことばのまほう♪」 - Kotoba no mahou♪        | 10 gennaio 2020 |         |
| 5  | Il tesoro di tutti♪ 「みんなのたからもの♪」 - Minna no takaramono♪   | 10 gennaio 2020 |         |